# 10074 Van den Berghe
10074 Van den Berghe è un asteroide della fascia principale. Scoperto nel 1989, presenta un'orbita caratterizzata da un semiasse maggiore pari a 2,3260265 au e da un'eccentricità di 0,0212964, inclinata di 4,93556° rispetto all'eclittica.
L'asteroide è dedicato al pittore belga Frits van den Berghea.